# Mulino di Genico
Il mulino di Genico è un mulino ad acqua del XVII secolo situato a Lierna sul lago di Como.
È l'unico originale mulino a ruota in legno con frantoio in Lombardia, ancora perfettamente funzionante con i meccanismi in legno originali. Al mulino si giunge dal lago lungo il sentiero che dal Bogn sale verso Somaca. Oggi è un museo visitabile.

## Storia
Compare nel Catasto Teresiano del 1756 lo stabile è citato come “mulino d'una sola ruota” appartenente a "G. Battista Panizza fu Ambrogio di Genico".
Il mulino di Genico fu costruito inizialmente per il solo uso familiare e poi per la macinazione del granturco e del frumento; in una seconda fase divenne anche frantoio per le olive che sono presente sul territorio. La stessa famiglia era proprietaria anche del mulino del vicino Fiumelatte, citato nel Codice Atlantico di Leonardo da Vinci.